# Рудник Кендик-Тюбе
Рудник Кендик-Тюбе – гірничодобувний майданчик в центральній частині Узбекистану, в пустелі Кизилкум в районі міста Учкудук.
Рудник на урановому родовищі Кендик-Тюбе почав роботу в 1997 році, при цьому для розробки обрали метод підземного вилуговування.
Організаційно родовищем опікувався Навоїйський гірничо-металургійний комбінат (можливо відзначити, що в 2020-му з НГМК виділили урановий напрямок зі створенням державної компанії «Навоїуран», що має в своєму складі ділянку «Учкудук»).
Є відомості, що за запасами урану родовище Кендик-Тюбе належить до діапазону 10000 – 25000 тонн цільового компоненту.